# Stargazing (песня Майлза Смита)
«Stargazing» — фолк-поп песня британского автора-исполнителя песен Майлза Смита.
Она была выпущена в качестве лид-сингла его второго мини-альбома A Minute... 10 мая 2024 года на лейбле Sony Music Entertainment. Смит написал её вместе с автором песен Джесси Финком и продюсером Питером Финном. Она считается его прорывным хитом.
Критики высоко оценили песню за её проникновенную мелодию и запоминающийся ритм. В США песня заняла 19-е место в Billboard Hot 100 и стала первой песней Смита, попавшей в топ-40; она также стала его первым номером один в чарте Pop Airplay. Песня также вошла в десятку лучших в разных странах, включая Великобританию, Канаду, Бельгию, Германию и Австрию.
Песня «Stargazing» родилась в результате совместного сочинения песен в Малибу (Калифорния), вскоре после подписания контракта с RCA Records, с целью создать «что-то действительно тёплое, весёлое и счастливое». Идея песни пришла к нему почти мгновенно, вдохновлённая мыслью о том, что любимые люди присутствуют в жизни человека, даже так, как он не всегда осознаёт.

## Предыстория
В интервью Billboard Майлз Смит заявил, что создал песню во время своего визита в Малибу (Калифорния) в январе 2024 года, когда ему захотелось написать «что-то по-настоящему тёплое, весёлое и счастливое». На название его вдохновил момент, когда он вместе с друзьями любовался закатом в Малибу. По словам Смита, он мгновенно придумал припев. Что касается процесса написания песни с соавторами Джесси Финком и Питером Фенном, Смит сказал:
Мы просто прыгали вокруг, примерно на пятый день написания, смотрели друг на друга с гитарами и веселились от души. Это произошло от идеи о том, что люди, которых вы любите, вещи, которые вы любите, всегда присутствуют в вашей жизни, может быть, так, что вы их не осознаете или не видите. А потом это становится известно позже, и наступает эйфория от осознания этого. В тот день песня еще не была закончена, но ее зародыши определенно были. С того самого момента, как была найдена мелодия, тепло в комнате было заразительным
Он рассказал о том, какие изменения они внесли в песню в процессе сочинения и записи:
В то время это был просто хук, голые кости куплета и мелодии. Думаю, в этом и заключается вся прелесть того, что мы сейчас делаем в музыке. Не все должно быть готово, и не все должно быть идеально. На самом деле, процесс создания этого сингла был очень похож на взаимные отношения между мной и моими поклонниками. Наблюдая за их реакцией, я еще больше вдохновлялся, чтобы закончить песню. Мы сохранили костяк демо и приукрасили его, чтобы довести до студийного уровня. Мы хотели не отходить слишком далеко от того волшебства, которое было создано
8 апреля 2024 года, ещё не закончив работу над песней, Смит опубликовал на видеохостинге TikTok фрагмент, на котором он исполняет хук песни под акустическую гитару. 16 апреля он выложил демо-версию песни. 21 апреля Смит выпустил на TikTok официальную аудиозапись песни, которая с тех пор стала саундтреком к более чем 50 000 клипов.
Смит исполнил «Stargazing» вместе с «Nice to Meet You» на церемонии BRIT Awards 2025.

## Чарты
| Чарт (2024—2025)                              | Высшая позиция |
| --------------------------------------------- | -------------- |
| Австралия (ARIA)                              | 11             |
| Австрия (Ö3 Austria Top 40)                   | 5              |
| Бельгия/Фландрия (Ultratop 50)                | 1              |
| Бельгия/Валлония (Ultratop 50)                | 3              |
| Канада (Canadian Hot 100)                     | 6              |
| Канада (Billboard AC)                         | 1              |
| Канада (Billboard CHR/Top 40)                 | 1              |
| Канада (Billboard Hot AC)                     | 1              |
| СНГ (TopHit Airplay)                          | 34             |
| Чехия (Rádio — Top 100)                       | 1              |
| Чехия (Singles Digitál Top 100)               | 18             |
| Дания (Tracklisten)                           | 15             |
| Германия (GfK)                                | 7              |
| Мир (Global 200, Billboard)                   | 17             |
| Ирландия (IRMA)                               | 5              |
| Латвия (Airplay, LAIPA)                       | 4              |
| Ливан (Lebanese Top 20)                       | 6              |
| Люксембург (Billboard)                        | 9              |
| Нидерланды (Dutch Top 40)                     | 3              |
| Нидерланды (Single Top 100)                   | 5              |
| Новая Зеландия (Recorded Music NZ)            | 13             |
| Норвегия (VG-lista)                           | 17             |
| Польша (Polish Airplay Top 100)               | 16             |
| Словакия (ČNS IFPI)                           | 3              |
| Швеция (Sverigetopplistan)                    | 7              |
| Швейцария (Schweizer Hitparade)               | 5              |
| Великобритания (OCC UK Singles)               | 4              |
| США (Billboard Hot 100)                       | 19             |
| США (Adult Contemporary, Billboard)           | 7              |
| США (Adult Pop Airplay, Billboard)            | 1              |
| США (Alternative Airplay, Billboard)          | 1              |
| США (Hot Rock & Alternative Songs, Billboard) | 3              |
| США (Pop Airplay, Billboard)                  | 1              |
| США (Rock & Alternative Airplay, Billboard)   | 1              |

## Сертификации
| Регион | Сертификация  | Продажи    |
| --- | ------------- | ---------- |
| Австралия (ARIA) | 3× Платиновый | 210 000    |
| Австрия (IFPI Austria) | Платиновый    | 30 000     |
| Бельгия (BEA) | 2× Платиновый | 80 000     |
| Канада (Music Canada) | 4× Платиновый | 320 000    |
| Дания (IFPI Danmark) | Платиновый    | 90 000     |
| Франция (SNEP) | Золотой       | 100 000    |
| Италия (FIMI) | Золотой       | 50 000     |
| Новая Зеландия (RMNZ) | Платиновый    | 30 000     |
| Норвегия (IFPI Norway) | Золотой       | 30 000     |
| Польша (ZPAV) | Золотой       | 25 000     |
| Португалия (AFP) | Платиновый    | 10 000     |
| ЮАР (RISA) | Платиновый    | 40 000     |
| Испания (PROMUSICAE) | Золотой       | 30 000     |
| Швейцария (IFPI Switzerland) | Платиновый    | 30 000     |
| Великобритания (BPI) | 2× Платиновый | 1 200 000  |
| США (RIAA) | Платиновый    | 1 000 000  |
| Стриминг |               |            |
| Швеция (GLF) | Платиновый    | 12 000 000 |
| Данные о продажах + прослушиваниях приведены только на основе сертификации. · Данные только о прослушиваниях приведены на основе сертификации. |               |            |